# هيئة 18 أكتوبر للحقوق والحريات
هيئة 18 أكتوبر للحقوق والحريات هي إطار عمل سياسي شكلته في 24 ديسمبر 2005 عدة أحزاب وشخصيات تونسية معارضة لنظام الرئيس لزين العابدين بن علي، وأخذت اسمها من تاريخ 18 أكتوبر 2005 تاريخ بداية اضراب جوع شنه 8 معارضين من تيارات سياسية مختلفة قبيل القمة العالمية حول مجتمع المعلومات التي نظمت في تونس.

جمعت هيئة 18 أكتوبر أغلب الأحزاب والحركات المعارضة لبن علي إضافة إلى عدة مستقلين.

انتقدت الهيئة في بيانها التأسيسي الوضع العام في البلاد ودعت إلى «بلورة عهد ديمقراطي يكفل لكل المواطنين والمواطنات المساواة والحريات والحقوق الأساسية غير القابلة للتصرف أو الاستنقاص ويشكل قاعدة للمشاركة السياسية والتداول على الحكم على أساس تناظر وتنافس البرامج والرؤى وهو عهد من شأنه أن يرتقي بمستوى وحدة العمل إلى إرساء أسس التغيير الديمقراطي».

لم ترتقِ الهيئة لتصبح جبهة معارضة لنظام بن علي إلا أنها شكلت تجربة فريدة للعمل السياسي المنسّق ومخبرا للحوار بين القوى السياسية المختلفة.

## التاريخ
تأسست الهيئة في 24 ديسمبر 2005، وذلك لتوحيد جهود كل أطياف المعارضة ضد نظام الرئيس زين العابدين بن علي والدفاع عن الحقوق والحريات في تونس، واستلهمت اسمها من تاريخ بداية ثمانية معارضين تونسيين مختلفي الاتوجهات لإضراب جوع دفاعا عن الحرية واحتجاجا عن السياسة القمعية في البلاد.

### المضربون الثمانية
نظم إضراب جوع من قبل ثمانية أشخاص وذلك تحت شعار «الجوع ولا الخضوع»، وهم:
| - أحمد نجيب الشابي (أمين عام الحزب الديمقراطي التقدمي) - حمة الهمامي (الناطق الرسمي لحزب العمال الشيوعي التونسي) - عبد الرؤوف العيادي (نائب رئيس المؤتمر من أجل الجمهورية) - سمير ديلو (حركة النهضة) | - مختار اليحياوي (قاضي معارض) - العياشي الهمامي (محامي يساري) - لطفي حجي (صحفي) - محمد النوري (ناشط سياسي ذو توجه إسلامي) |

## المكونات
تتكون هيئة 18 أكتوبر للحقوق والحريات من:
الأحزاب
- حركة الديمقراطيين الاشتراكيين.
- الحزب الديمقراطي التقدمي.
- التكتل الديمقراطي من أجل العمل والحريات.
- حركة النهضة.
- المؤتمر من أجل الجمهورية.
- حزب العمال الشيوعي التونسي.
- الوحدويون الناصريون بتونس.

المؤسسات الحقوقية
- النقابة الوطنية للصحفيين التونسيين.
- مركز تونس للدفاع عن استقلال القضاء والمحاماة.
- الرابطة التونسية للدفاع عن حقوق الإنسان.
- المجلس الوطني للحريات بتونس.
- الجمعية الدولية لمساندة المساجين السياسيين.
- البديل التنموي.
- جمعية التضامن التونسي.
- جمعية صوت حر.
- لجنة عائلات وأقارب المساجين السياسيين.
- اللجنة من أجل احترام الحريات وحقوق الإنسان بتونس.

## البيان التأسيسي للهيئة
البيان التأسيسي للهيئة:
- I - إن خمسين عاما من حكم النظام القائم قد أكدت عجزه عن تحقيق تنمية شاملة ومندمجة تستجيب لمقتضيات النهوض بالبلاد وتضمن مقوّمات العيش الكريم للشعب، فتفاقمت التبعيّة وهدرت الثروات العمومية وتفشّى الفساد والإثراء غير المشروع وتعمقت الاختلالات الاجتماعية بين الفئات والجهات، وانتشرت البطالة بما في ذلك في أوساط أصحاب الشهادات العليا وتدهور مستوى العيش.

كما أكدت فشل الحزب الحاكم في تحديث النظام السياسي وتنكره لتضحيات الشعب التونسي وطموحات الحركة الوطنية. هذا الحزب الذي أرسى، رغم كل الطّلاء العصري، نظاما استبداديا قائما على الحكم الفردي المطلق، وإلغاء دور المؤسسات وطغيان جهاز الأمن والمخابرات على الحياة العامة وفق أسلوب استثنائي قائم على «التعليمات» عوضا عن القانون رغم علاته. وقد أقامت السلطة المنبثقة عن هذا النظام علاقتها بالمجتمع على أساس الإخضاع وفرض الوصاية على كل تعبيراته المدنية والسياسية وألغت جميع الحرّيات وجرّمت ممارستها، وأحالت الآلاف من المواطنات والمواطنين من مختلف التيارات السياسية والفكرية ومن النقابيين والحقوقيين على المحاكم وزجت بهم في السجون، كما زيفت على مدى نصف قرن الإرادة الشعبية ومنعت حصول أي تداول على السلطة وجعلت من الرئاسة مدى الحياة قاعدة للحكم. وبقدر تفاقم أزمة شرعية نظام الحكم نتيجة ذلك، ازداد ارتهانه بالخارج والاستقواء به على الشعب وقواه الديمقراطية المطالبة بالتغيير.
- II - لقد شهدت أوضاع البلاد في الآونة الأخيرة تدهورا خطيرا للحقوق والحريات تجسد في الاعتداء على المحامين وعلى هياكلهم الممثلة والسطو على جمعية القضاة ومنع انعقاد مؤتمري الرابطة التونسية للدفاع عن حقوق الإنسان ونقابة الصحافيين التونسيين وشلّ نشاطهما ومعاقبة الجامعيين اثر إضرابهم الإداري وتشديد الحصار على أنشطة الأحزاب والتيارات السياسية المستقلة القانونية وغير القانونية وقمع التحركات المناهضة لدعوة شارون لزيارة تونس وتصعيد الاعتداءات الجسدية على رموز المجتمع المدني والسياسي.

في هذا الظرف العصيب مثّل تحرك «18 أكتوبر» من أجل الحقوق والحريات محطة متميزة في سياق النّضالات التي خاضتها القوى الديمقراطية خلال السنوات الأخيرة، بما كرسه من روح ميدانية مكنت المعارضة من استعادة المبادرة السياسية، ومن روح وحدوية شملت جل أطرافها التي تجمعت حول مطالب حرية التعبير والصحافة وحرية التنظّم الحزبي والجمعياتي وإطلاق سراح المساجين السياسيين وسن العفو التشريعي العام، وهي مطالب تمثل الحد الأدنى المتفق عليه والمعبر الضروري لوضع أسس الانتقال الديمقراطي المنشود الذي يهدف إلى القضاء على الاستبداد وبناء مؤسسات الدولة على قاعدة الشرعية الديمقراطية القائمة على احترام مبادئ المواطنة وسيادة الشعب المتحرر من كل وصاية والتداول الديمقراطي على الحكم والتعددية الفكرية والسياسية وصيانة حقوق الإنسان. كما يهدف إلى بناء مجتمع مدني قوي قادر على التصدي لكل محاولات النيل من أسس النظام الديمقراطي والتراجع عنها.
- III – إن وحدة العمل حول الحد الأدنى المذكور من الحريات الذي قام عليه تحرك «18 أكتوبر» يمليها ما أدى إليه احتكار السلطة السياسية من قمع منهجي للحريات العامة والفردية، ويضع المعارضة التونسية أمام حالة حادة من الانغلاق السياسي تفرض عليها بشكل مباشر وملح مهمة تحرير الحياة السياسية وفك القيود المضروبة عليها باتباع نهج المقاومة المدنية والسياسية وهي مهمة لا تعني الأحزاب والتيارات السياسية فحسب وإنما كل مكونات المجتمع المدني.

ولا تمثل وحدة العمل هذه مدخلا سياسيا ضروريا لفك الخناق المضروب على المجتمع فحسب بل هي أيضا كفيلة بتوفير مناخ ملائم لإجراء حوار وطني، علني وشفاف يفضي إلى بلورة عهد ديمقراطي يكفل لكل المواطنين والمواطنات المساواة والحريات والحقوق الأساسية غير القابلة للتصرف أو الاستنقاص ويشكل قاعدة للمشاركة السياسية والتداول على الحكم على أساس تناظر وتنافس البرامج والرؤى وهو عهد من شأنه أن يرتقي بمستوى وحدة العمل إلى إرساء أسس التغيير الديمقراطي. وقد عهدت «هيئة 18 أكتوبر للحقوق والحريات» بإنجاز هذه المهمة إلى «منتدى 18 أكتوبر».
- VI – إن المعركة من اجل الحريات والديمقراطية لا تتخذ بعدها الحاسم إلا إذا تحولت إلى معركة للشعب التونسي بأسره. وهي بالأساس معركة ضد كل وصاية، سواء كان مصدرها الاستبداد المحلي أو التدخل الخارجي، يخوضها الشعب بذاته ولذاته لان حرية المواطن من حرية الوطن وحرية الوطن في حرية مواطنيه.

وكما كان للشعب التونسي منذ الكفاح الوطني أنصار وأصدقاء في كافة أنحاء العالم يدعمونه، فله اليوم في القوى الديمقراطية والتقدمية عبر أرجاء العالم سند قوي في نضاله ضد الاستبداد ومن أجل الحرية والديمقراطية، وهي حليفه في الضغط على حكومات البلدان التي تدعم الاستبداد في بلادنا حتى تحترم إرادة الشعب التونسي وتوقه إلى الحرية...
- V – إن هيئة 18 أكتوبر للحقوق والحريات، وهي تكرس وحدة العمل حول الحد الأدنى من الحريات وتفتح حوارا حول مقتضيات الوفاق الديمقراطي تبقى مفتوحة على كافة القوى المعنية بمعركة الحريات والتغيير وتؤكد احترامها لاستقلالية كل الأطراف المتشاركة وقبولها للاختلاف ولا تلزم هذه الأطراف إلا بالاتفاقات والمواثيق المشتركة.

## منتدى 18 أكتوبر للحوار والإعلانات
أنشأت الهيئة داخلها منتدى 18 أكتوبر للحوار للبت في المواضيع الخلافية خصوصا بين العلمانيين والإسلاميين. أدّت النقاشات إلى إصدار سلسلة من الإعلانات وهي:
- إعلان هيئة 18 أكتوبر للحقوق والحريات حول حقوق المرأة والمساواة بين الجنسين (أنظر هنا).
- هيئة 18 أكتوبر للحقوق والحريات: إعلان مشترك حول العلاقة بين الدولة والدين (أنظر هنا).
- العلاقة بين الإسلاميين والعلمانيين: تجربة 18 أكتوبر في تونس (أنظر هنا).

## مقالات ذات صلة
- الثورة التونسية
- الانتقال الديمقراطي في تونس